# Додулари
Додулари или Додулар (срещат се и формите Дудулари, Дудулар, на гръцки: Διαβατά, Диавата, до 1926 Δουδουλάρ, Дудулар) е село в Егейска Македония, Гърция, дем Делта в административна област Централна Македония. Селото има население от 8423 души (2001).

## География
Додулари е разположено в Солунското поле, в областта Вардария между реките Галик (Галикос) и Вардар (Аксиос).

## История

### В Османската империя
Църквата „Свети Димитър“ е от 1853 година.
В „Етнография на вилаетите Адрианопол, Монастир и Салоника“, издадена в Константинопол в 1878 година и отразяваща статистиката на населението от 1873 година Дондуларе (Dondoularé) е показано като село с 30 домакинства и 140 жители българи. В 1874 - 1875 година учител в Додулари е Димитър Мавродиев.
В 1880 година мухтарят на Додулари Коста Манук е заточен в Азия, заради участие в подписване на прошения, изпратени от българите в Румелийската комисия. Между 1896 и 1900 година селото преминава под върховенството на Българската екзархия.
Според статистиката на Васил Кънчов („Македония. Етнография и статистика“) в 1900 година Додулари има 180 жители българи. Според Христо Силянов след Илинденското въстание в 1904 година цялото село (Дудуларе) минава под върховенството на Българската екзархия. По данни на секретаря на Българската екзархия Димитър Мишев („La Macédoine et sa Population Chrétienne“) в 1905 година в Дудуларе (Doudoularé) има 232 българи екзархисти и функционира българско училище.
Според доклад на Димитриос Сарос от 1906 година Дудулар (Δουδουλάρ) е славяногласно село в Солунската митрополия със 130 жители с българско съзнание. В селото работи 1 българско училище с 20 ученици и 1 учител.
При избухването на Балканската война в 1912 година един човек от Додулари е доброволец в Македоно-одринското опълчение.

### В Гърция
В 1913 година след Междусъюзническата война Додулари остава в Гърция. В 1926 година селото е прекръстено на Диавата. След Гръцко-турската война в 1922 година в селото са заселени 87 семейства малоазийски гърци и 98 семейства кавказки арменци, бежанци от Турция общо 562 души. В 1928 година Додулари е смесено местно-бежанско село със 170 бежански семейства и 524 жители бежанци.
Официални преброявания
- 1920 – 217 души
- 1930 – 606 души
- 1940 – 779 души

## Личности
Родени в Додулари
- Варнава Тирис (р. 1958), митрополит на Неаполска и Ставруполска епархия на Църквата на Гърция
- Иван Ангелов (1831 – ?), български свещеник в Кониково между 1871 и 1910 година[14]
- Иван Манук, македоно-одрински опълченец, Сборна партизанска рота на МОО[15]
- Коста Манук, участник в Кресненско-Разложко въстание, заточен в Азия
- Митре Дудуларски, български революционер, терорист на Централния комитет на ВМОРО, убил заедно с Иванчо Карасулията сръбския учител Илия Пейчиновски в Солун на 6 септември 1897 година.[16]